# Tá na Tela
Tá na Tela foi um programa de auditório brasileiro, exibido ao vivo pela Rede Bandeirantes de segunda a sexta, das 15h30 às 17h, que foi apresentado por Luiz Bacci. A estreia foi em 4 de agosto de 2014 após o Sabe ou Não Sabe e antecedendo o Brasil Urgente. O último programa foi ao ar em 31 de dezembro. Devido a baixa audiência, o programa foi cancelado, durando apenas 4 meses no ar.

## Produção
Em 23 de maio de 2014, Luiz Bacci, que apresentava o Balanço Geral e o Cidade Alerta nas folgas de Marcelo Rezende na Rede Record, assinou contrato com a Rede Bandeirantes. Na Band, ele inicialmente iria apresentar um programa diário e um dominical, sendo que a estreia ficou programada após a Copa do Mundo FIFA de 2014.
Nas chamadas divulgadas pela Band, aparece Luiz Bacci e o locutor da emissora anuncia a chegada do "menino de ouro", apelido criado por Marcelo Rezende para Luiz Bacci quando este era repórter do Cidade Alerta. A primeira aparição de Luiz Bacci em um programa da Band foi no Pânico na Band, sendo entrevistado por Márvio Lúcio, Daniel Zukerman e Wellington Muniz, foi ao ar em 25 de maio de 2014. Em 1 de agosto, Luiz Bacci foi entrevistado por Rafinha Bastos no Agora É Tarde.
Por causa da contenção de gastos que a emissora vem fazendo, teve seu fim decretado em 31 de Dezembro de 2014, junto com outros programas da emissora. Assim, Bacci foi transferido para o jornalismo da emissora, onde passou a ancorar a partir de 12 de Janeiro de 2015 a versão nacional do Café com Jornal, noticiário matutino da emissora. O jornal que tem tanto a versão local quanto a nacional apresentada pela dupla Luiz Megale e Aline Midlej, passou a ser dividido em duas partes, a versão local das 06:00 às 08:00 continuou com a antiga dupla enquanto a versão nacional das 08:00 até 09:30 passou a ser apresentada por Luiz Bacci.

## Formato
A atração era uma mistura de jornalismo e entretenimento. Luiz Bacci apresentava o programa com platéia e tinha apoio de 40 profissionais da Bandeirantes e a participação de todas as afiliadas da Band. A reportagem de São Paulo contava com os comentários da jornalista Marilei Schiavi, com um helicóptero com informações de Murillo Nascimento, e reportagens de Elisângela Carreira, Lívia Zuccaro, Maurílio Goeldner, Moniele Nogueira, Bruna Drews e Silvana Kieling. O programa teve a participação de dois repórteres no Rio de Janeiro, um colunista de celebridades e um consultor criminal.

## Recepção

### Audiência
A estreia rendeu 2,7 pontos na Grande São Paulo para a Rede Bandeirantes, segundo dados consolidados. Ficou atrás da Rede Record (3,7), SBT (4,9) e Rede Globo (10,9).

## Controvérsias
Na estreia em 4 de agosto, Luiz Bacci anunciou "imagens fortes" de Hilda Furacão, em um asilo em Buenos Aires. A mesma reportagem foi exibida pelo Fantástico no domingo, 3 de agosto. O apresentador, então, sugeriu que o programa da Globo copiou a ideia do 'Tá na Tela, "O Fantástico deve ter visto nossa chamada durante a semana", disse o jornalista.
No mesmo programa de estreia, foi anunciada uma  entrevista com MC Bio G3, principal suspeito de ter atirado em MC Daleste, que ficou para o programa de 5 de agosto. Em 6 de agosto, o programa Superpop da RedeTV! entrevistou o funkeiro MC Bio G3 e citou o Tá na Tela. Em 7 de agosto, outro programa da RedeTV!, A Tarde É Sua, entrevistou o funkeiro, que criticou Luiz Bacci e o Tá na Tela e disse que foi até convidado a voltar ao Tá na Tela, mas não aceitou porque não queria ser usado para atingir mais Ibope: "Eu não fui lá (Tá na Tela) de novo, porque não quis. Ele já deu muita audiência em cima de mim. Ele me chamou pra dar entrevista, mas me usou de forma enganosa.
Eu recebi ameaças de morte, depois de ter sido chamado de suspeito de matar o Daleste lá. Eu não matei ele, isso eu garanto". Bio G3 também disse que o pai de Daleste, que também foi ao Tá na Tela, deveria estar chateado com as coisas que foram apresentadas na Band: "O pai dele está muito abalado, de verdade. E eu tenho certeza que ele está revoltado, porque ele foi lá, e viu aquela coisa sem noção nenhuma, deve ter voltado para a casa revoltado, chateado mesmo. Levantaram a hipótese de inveja. Como iria ter inveja, se a gente se gostava muito?".
No Tá na Tela, Luiz Bacci mostrou uma foto do show onde Daleste foi assassinado, destacando uma pessoa com a máscara do Anonymous. Segundo o jornalista, este homem está intrigando a Polícia. Com o fato, o Tá na Tela chegou a picos de 7 pontos de audiência na Grande São Paulo, audiência considerada média.
Em 7 de agosto, o jornalista José Luiz Datena, que apresenta o Brasil Urgente, disse para quem quisesse ouvir, no começo de seu programa, "Nossa, achei que o 'Brasil Urgente' tinha começado mais cedo porque Luiz Bacci usou duas matérias que a gente falou aqui ontem e ainda anunciou matérias que vão entrar aqui".
Apesar de ter sido alvo de grande investimento, o Tá na Tela reprisou uma matéria levada ao ar há dois anos no extinto Muito+ sobre o paradeiro de Ana Paula Arósio num dia e no outro usou material do A Liga sobre o funk ostentação.

## Prêmios e Indicações
| Ano  | Prêmio    | Categoria           | Indicado   | Resultado | Ref.   |
| ---- | --------- | ------------------- | ---------- | --------- | ------ |
| 2014 | Prêmio F5 | Apresentador do Ano | Luiz Bacci | Indicado  | [ 10 ] |